# Groot Marico
Groot Marico is een dorp gelegen in de gemeente Ramotshere Moiloa in de Zuid-Afrikaanse provincie Noordwest. Het is gelegen aan de Maricorivier en de nationale weg N4 en doet Groot Marico aan. De lokale economie steunt voornamelijk op de landbouw, mijnbouw en toerisme.
Groot Marico  is vooral bekend geworden door de verhalen van Herman Charles Bosman over het dorp, zijn omgeving en de mensen. Deze verhalen zijn later opgevoerd door de acteur Patrick Mynhardt. In 2014 behoorden de boerderijen in de omgeving van Groot Marico tot de laatste in Zuid-Afrika die nog steeds gebruik maakten van een handmatige telefooncentrale, waarbij de beller de telefoniste dient te vragen om de doorverbinding handmatig tot stand te brengen. Groot Marico is de kleinste stad/dorp in Zuid-Afrika dat een jaarlijks kunstfestival organiseert. 

## Geschiedenis
In het jaar 1845 begonnen de Voortrekkers zich reeds in het gebied te vestigen. In 1871 werd Groot Marico als deel van Zeerust tot nieuw district verklaard door de toenmalige Transvaalse republiek. Groot Marico is genoemd naar de Groot Maricorivier die door de plaats stroomt.
Het dorp zelf werd pas in 1948 gesticht door A.J.M. van Aardt en een paar vrienden op land van de boerderij "Wonderfontein". 

#### Slag van Kleinfontein
De Slag van Kleinfontein vond plaats op 24 oktober 1901 tijdens de Tweede Boerenoorlog tien kilometer westelijk van het dorp. De Boeren hadden de Britse opmars tijdelijk gestuit. De Britten verloren 400 man en een groot aantal wagens terwijl de Boeren slechts 60 gesneuvelden te betreuren hadden. Op de plek waar de slag heeft plaatsgevonden werd een gedenkteken opgericht.

## Lokale economie
De topografie van de streek bestaat uit droog "bushveld" met een klimaat dat ideaal is voor veehouderij en de verbouw van mais, citrusvruchten en tabak. Mijnbouw vindt plaats in de vorm van open dagbouwgroeven, waar marmer, leisteen en andalusiet wordt gedolven. Er zijn ook goede vooruitzichten voor grootschalige winning van nikkel aan de oevers van de Groot Maricorivier en op de omliggende boerderijen. Dit heeft geleid tot een regionale petitie tegen z'n ontwikkeling.

## Omgeving
In het gebied rond Groot Marico zijn ook veel dolomietgrotten waarvan sommige fossieloverblijfsels van dieren bevatten. Ook zijn er drie dammen in de omgeving: Marico-Bosvelddam, Kromellenboogdam en de Klein-Maricodam.

## Subplaatsen
Het nationaal instituut voor de statistiek, Stats SA, deelt sinds de volkstelling 2011 deze hoofdplaats in in zogenaamde subplaatsen (sub place), c.q. slechts één subplaats:
Groot Marico SP.